# Campionatul European de Handbal Masculin din 2024
Campionatul European de Handbal Masculin din 2024 a fost a 16-a ediție continentală a turneului organizat de Federația Europeană de Handbal (EHF) și s-a desfășurat pentru prima oară în Germania, între 10 și 28 ianuarie 2024.

## Procesul de selecție
La congresul EHF desfășurat la Glasgow, pe 20 iunie 2018, găzduirea competiției a fost acordată Germaniei, cu 27 de voturi pentru, față de cele 19 de voturi în favoarea candidaturii Elveției și Danemarcei.

## Săli
Șase orașe au fost selectate să găzduiască Campionatul European. Primul meci a avut loc pe un stadion de fotbal, Merkur Spiel-Arena din Düsseldorf. Finala s-a desfășurat la Lanxess Arena din Köln.
| Düsseldorf          | Mannheim           | München            | DüsseldorfMannheimMünchenBerlinHamburgKöln |
| Merkur Spiel-Arena  | SAP Arena          | Olympiahalle       | DüsseldorfMannheimMünchenBerlinHamburgKöln |
| Capacitate: 50.000  | Capacitate: 13.200 | Capacitate: 12.000 | DüsseldorfMannheimMünchenBerlinHamburgKöln |
|                     |                    |                    | DüsseldorfMannheimMünchenBerlinHamburgKöln |
| Berlin              | Hamburg            | Köln               | DüsseldorfMannheimMünchenBerlinHamburgKöln |
| Mercedes-Benz-Arena | Barclays Arena     | Lanxess Arena      | DüsseldorfMannheimMünchenBerlinHamburgKöln |
| Capacitate: 14.800  | Capacitate: 13.300 | Capacitate: 19.750 | DüsseldorfMannheimMünchenBerlinHamburgKöln |
|                     |                    |                    | DüsseldorfMannheimMünchenBerlinHamburgKöln |

## Calificări

### Echipe calificate
24 de echipe s-au calificat.
| Țara                  | Data obținerii calificării | Apariții anterioare în competiție                                                             |
| --------------------- | -------------------------- | --------------------------------------------------------------------------------------------- |
| Germania              | 20 iunie 2018              | 14 (1994, 1996, 1998, 2000, 2002, 2004, 2006, 2008, 2010, 2012, 2016, 2018, 2020, 2022)       |
| Spania                | 28 ianuarie 2022           | 15 (1994, 1996, 1998, 2000, 2002, 2004, 2006, 2008, 2010, 2012, 2014, 2016, 2018, 2020, 2022) |
| Suedia                | 28 ianuarie 2022           | 14 (1994, 1996, 1998, 2000, 2002, 2004, 2008, 2010, 2012, 2014, 2016, 2018, 2020, 2022)       |
| Danemarca             | 30 ianuarie 2022           | 14 (1994, 1996, 2000, 2002, 2004, 2006, 2008, 2010, 2012, 2014, 2016, 2018, 2020, 2022)       |
| Austria               | 11 martie 2023             | 5 (2010, 2014, 2018, 2020, 2022)                                                              |
| Franța                | 11 martie 2023             | 15 (1994, 1996, 1998, 2000, 2002, 2004, 2006, 2008, 2010, 2012, 2014, 2016, 2018, 2020, 2022) |
| Ungaria               | 12 martie 2023             | 13 (1994, 1996, 1998, 2004, 2006, 2008, 2010, 2012, 2014, 2016, 2018, 2020, 2022)             |
| Portugalia            | 12 martie 2023             | 7 (1994, 2000, 2002, 2004, 2006, 2020, 2022)                                                  |
| Slovenia              | 12 martie 2023             | 13 (1994, 1996, 2000, 2002, 2004, 2006, 2008, 2010, 2012, 2016, 2018, 2020, 2022)             |
| Croația               | 26 aprilie 2023            | 15 (1994, 1996, 1998, 2000, 2002, 2004, 2006, 2008, 2010, 2012, 2014, 2016, 2018, 2020, 2022) |
| Norvegia              | 26 aprilie 2023            | 10 (2000, 2006, 2008, 2010, 2012, 2014, 2016, 2018, 2020, 2022)                               |
| Serbia                | 26 aprilie 2023            | 7 (2010, 2012, 2014, 2016, 2018, 2020, 2022)                                                  |
| Cehia                 | 27 aprilie 2023            | 11 (1996, 1998, 2002, 2004, 2008, 2010, 2012, 2014, 2018, 2020, 2022)                         |
| Islanda               | 27 aprilie 2023            | 12 (2000, 2002, 2004, 2006, 2008, 2010, 2012, 2014, 2016, 2018, 2020, 2022)                   |
| Elveția               | 27 aprilie 2023            | 4 (2002, 2004, 2006, 2020)                                                                    |
| Polonia               | 27 aprilie 2023            | 10 (2002, 2004, 2006, 2008, 2010, 2012, 2014, 2016, 2020, 2022)                               |
| Macedonia de Nord     | 30 aprilie 2023            | 7 (1998, 2012, 2014, 2016, 2018, 2020, 2022)                                                  |
| România               | 30 aprilie 2023            | 2 (1994, 1996)                                                                                |
| Țările de Jos         | 30 aprilie 2023            | 2 (2020, 2022)                                                                                |
| Bosnia și Herțegovina | 30 aprilie 2023            | 2 (2020, 2022)                                                                                |
| Muntenegru            | 30 aprilie 2023            | 6 (2008, 2014, 2016, 2018, 2020, 2022)                                                        |
| Insulele Feroe        | 30 aprilie 2023            | 0 (debut)                                                                                     |
| Grecia                | 30 aprilie 2023            | 0 (debut)                                                                                     |
| Georgia               | 30 aprilie 2023            | 0 (debut)                                                                                     |

Aldin indică echipa campioană din acel an. Italic indică echipa gazdă din acel an.

## Arbitri
Perechile de arbitri au fost selectate pe 25 septembrie 2023.
| Arbitri               | Arbitri                                 |
| --------------------- | --------------------------------------- |
| Bosnia și Herțegovina | Amar Konjičanin Dino Konjičanin         |
| Cehia                 | Václav Horáček Jiří Novotný             |
| Danemarca             | Mads Hansen Jesper Madsen               |
| Franța                | Charlotte Bonaventura Julie Bonaventura |
| Franța                | Karim Gasmi Raouf Gasmi                 |
| Germania              | Maike Merz Tanja Kuttler                |
| Germania              | Robert Schulze Tobias Tönnies           |
| Islanda               | Jónas Elíasson Anton Pálsson            |
| Lituania              | Vaidas Mažeika Mindaugas Gatelis        |
| Republica Moldova     | Igor Covalciuc Alexei Covalciuc         |
| Macedonia de Nord     | Slave Nikolov Giorgji Nachevski         |
| Norvegia              | Lars Jørum Håvard Kleven                |
| Portugalia            | Daniel Martins Roberto Martins          |
| Slovenia              | Bojan Lah David Sok                     |
| Spania                | Andreu Marín Ignacio García             |
| Elveția               | Arthur Brunner Morad Salah              |
| Suedia                | Mirza Kurtagic Mattias Wetterwik        |

## Tragerea la sorți
Tragerea la sorți a avut loc pe 10 mai 2023 în Düsseldorf.
| Urna 1                                                                          | Urna a 2-a                                                                  | Urna a 3-a                                                                            | Urna a 4-a                                                           |
| ------------------------------------------------------------------------------- | --------------------------------------------------------------------------- | ------------------------------------------------------------------------------------- | -------------------------------------------------------------------- |
| - Suedia (E1) - Spania - Danemarca (F1) - Franța - Norvegia (D1) - Islanda (C1) | - Germania (A2) - Țările de Jos - Ungaria - Slovenia - Portugalia - Austria | - Croația (B3) - Polonia - Cehia - Serbia - Macedonia de Nord - Bosnia și Herțegovina | - Muntenegru - Insulele Feroe - Grecia - Georgia - România - Elveția |

## Grupele preliminare
În urma tragerii la sorți au rezultat următoarele grupe preliminare:

### Grupa A
| Loc | Echipa            | MJ | V | E | Î | GM | GP  | DG  | Pct | Calificare       |
| --- | ----------------- | -- | - | - | - | -- | --- | --- | --- | ---------------- |
| 1   | Franța            | 3  | 2 | 1 | 0 | 98 | 85  | +13 | 5   | Grupa principala |
| 2   | Germania (H)      | 3  | 2 | 0 | 1 | 91 | 72  | +19 | 4   | Grupa principala |
| 3   | Macedonia de Nord | 3  | 1 | 0 | 2 | 83 | 100 | −17 | 2   |                  |
| 4   | Elveția           | 3  | 0 | 1 | 2 | 67 | 82  | −15 | 1   |                  |

| 10 ianuarie 2024 18:00 | Franța   | 39 – 29 | Macedonia de Nord | Merkur Spiel-Arena, Düsseldorf Asistență: 53586 Arbitri: Kurtagic, Wetterwik |
| 10 ianuarie 2024 18:00 | Descat 7 | (17–13) | Peševski 7        | Merkur Spiel-Arena, Düsseldorf Asistență: 53586 Arbitri: Kurtagic, Wetterwik |
| 10 ianuarie 2024 18:00 | Raport   |         |                   | Merkur Spiel-Arena, Düsseldorf Asistență: 53586 Arbitri: Kurtagic, Wetterwik |

| 10 ianuarie 2024 20:45 | Germania | 27 – 14 | Elveția | Merkur Spiel-Arena, Düsseldorf Asistență: 53586 Arbitri: Madsen, Hansen |
| 10 ianuarie 2024 20:45 | Knorr 6  | (13–8)  | Rubin 4 | Merkur Spiel-Arena, Düsseldorf Asistență: 53586 Arbitri: Madsen, Hansen |
| 10 ianuarie 2024 20:45 | 2× 1×    | Raport  | 3× 1×   | Merkur Spiel-Arena, Düsseldorf Asistență: 53586 Arbitri: Madsen, Hansen |

| 14 ianuarie 2024 18:00 | Elveția | 26 – 26 | Franța | Mercedes-Benz Arena, Berlin Asistență: 13571 Arbitri: Konjičanin, Konjičanin |
| 14 ianuarie 2024 18:00 | Laube 9 | (14–14) | Mem 7  | Mercedes-Benz Arena, Berlin Asistență: 13571 Arbitri: Konjičanin, Konjičanin |
| 14 ianuarie 2024 18:00 | 3× 1×   | Raport  | 2× 1×  | Mercedes-Benz Arena, Berlin Asistență: 13571 Arbitri: Konjičanin, Konjičanin |

| 14 ianuarie 2024 20:30 | Macedonia de Nord | 25 – 34 | Germania | Mercedes-Benz Arena, Berlin Asistență: 13571 Arbitri: Martins, Martins |
| 14 ianuarie 2024 20:30 | Kosteski 6        | (13–18) | Knorr 10 | Mercedes-Benz Arena, Berlin Asistență: 13571 Arbitri: Martins, Martins |
| 14 ianuarie 2024 20:30 | 5×                | Raport  | 1×       | Mercedes-Benz Arena, Berlin Asistență: 13571 Arbitri: Martins, Martins |

| 16 ianuarie 2024 18:00 | Macedonia de Nord | 29 – 27 | Elveția   | Mercedes-Benz Arena, Berlin Asistență: 13571 Arbitri: Covalciuc, Covalciuc |
| 16 ianuarie 2024 18:00 | Kosteski, Mitev 5 | (13–9)  | Schmid 12 | Mercedes-Benz Arena, Berlin Asistență: 13571 Arbitri: Covalciuc, Covalciuc |
| 16 ianuarie 2024 18:00 | 2× 1×             | Raport  | 1×        | Mercedes-Benz Arena, Berlin Asistență: 13571 Arbitri: Covalciuc, Covalciuc |

| 16 ianuarie 2024 20:30 | Franța      | 33 – 30 | Germania | Mercedes-Benz Arena, Berlin Asistență: 13571 Arbitri: Horáček, Novotný |
| 16 ianuarie 2024 20:30 | Mahé, Mem 5 | (17–15) | Knorr 8  | Mercedes-Benz Arena, Berlin Asistență: 13571 Arbitri: Horáček, Novotný |
| 16 ianuarie 2024 20:30 | 2×          | Raport  | 2× 1×    | Mercedes-Benz Arena, Berlin Asistență: 13571 Arbitri: Horáček, Novotný |

### Grupa B
| Loc | Echipa  | MJ | V | E | Î | GM | GP | DG  | Pct | Calificare       |
| --- | ------- | -- | - | - | - | -- | -- | --- | --- | ---------------- |
| 1   | Croația | 3  | 2 | 1 | 0 | 98 | 82 | +16 | 5   | Grupa principala |
| 2   | Austria | 3  | 1 | 2 | 0 | 92 | 85 | +7  | 4   | Grupa principala |
| 3   | Spania  | 3  | 1 | 1 | 1 | 98 | 96 | +2  | 3   |                  |
| 4   | România | 3  | 0 | 0 | 3 | 73 | 98 | −25 | 0   |                  |

| 12 ianuarie 2024 18:00 | Austria   | 31 – 24 | România    | SAP Arena, Mannheim Asistență: 13293 Arbitri: Jørum, Kleven |
| 12 ianuarie 2024 18:00 | Frimmel 6 | (15–14) | Grigoraș 6 | SAP Arena, Mannheim Asistență: 13293 Arbitri: Jørum, Kleven |
| 12 ianuarie 2024 18:00 | 2×        | Raport  | 3× 1× 2×   | SAP Arena, Mannheim Asistență: 13293 Arbitri: Jørum, Kleven |

| 12 ianuarie 2024 20:30 | Spania  | 29 – 39 | Croația                | SAP Arena, Mannheim Asistență: 13293 Arbitri: Horáček, Novotný |
| 12 ianuarie 2024 20:30 | Gómez 8 | (14–18) | Martinović, Šoštarič 8 | SAP Arena, Mannheim Asistență: 13293 Arbitri: Horáček, Novotný |
| 12 ianuarie 2024 20:30 | 1×      | Raport  | 2×                     | SAP Arena, Mannheim Asistență: 13293 Arbitri: Horáček, Novotný |

| 14 ianuarie 2024 18:00 | România        | 24 – 36 | Spania  | SAP Arena, Mannheim Asistență: 13293 Arbitri: Lah, Sok |
| 14 ianuarie 2024 18:00 | Dedu, Nistor 4 | (12–17) | Gómez 8 | SAP Arena, Mannheim Asistență: 13293 Arbitri: Lah, Sok |
| 14 ianuarie 2024 18:00 | 2× 1×          | Raport  | 1×      | SAP Arena, Mannheim Asistență: 13293 Arbitri: Lah, Sok |

| 14 ianuarie 2024 20:30 | Croația    | 28 – 28 | Austria | SAP Arena, Mannheim Asistență: 13293 Arbitri: Hansen, Madsen |
| 14 ianuarie 2024 20:30 | Šoštarič 6 | (14–12) | Bilyk 7 | SAP Arena, Mannheim Asistență: 13293 Arbitri: Hansen, Madsen |
| 14 ianuarie 2024 20:30 | 3×         | Raport  | 4× 1×   | SAP Arena, Mannheim Asistență: 13293 Arbitri: Hansen, Madsen |

| 16 ianuarie 2024 18:00 | Croația   | 31 – 25 | România | SAP Arena, Mannheim Asistență: 13293 Arbitri: Konjičanin, Konjičanin |
| 16 ianuarie 2024 18:00 | Klarica 7 | (16–12) | Negru 9 | SAP Arena, Mannheim Asistență: 13293 Arbitri: Konjičanin, Konjičanin |
| 16 ianuarie 2024 18:00 | 4× 1×     | Raport  | 5× 1×   | SAP Arena, Mannheim Asistență: 13293 Arbitri: Konjičanin, Konjičanin |

| 16 ianuarie 2024 20:30 | Spania  | 33 – 33 | Austria | SAP Arena, Mannheim Asistență: 13293 Arbitri: Mažeika, Gatelis |
| 16 ianuarie 2024 20:30 | Gómez 8 | (15–17) | Bilyk 8 | SAP Arena, Mannheim Asistență: 13293 Arbitri: Mažeika, Gatelis |
| 16 ianuarie 2024 20:30 | 4× 1×   | Raport  | 4× 1×   | SAP Arena, Mannheim Asistență: 13293 Arbitri: Mažeika, Gatelis |

### Grupa C
| Loc | Echipa     | MJ | V | E | Î | GM | GP | DG  | Pct | Calificare       |
| --- | ---------- | -- | - | - | - | -- | -- | --- | --- | ---------------- |
| 1   | Ungaria    | 3  | 3 | 0 | 0 | 87 | 76 | +11 | 6   | Grupa principala |
| 2   | Islanda    | 3  | 1 | 1 | 1 | 83 | 90 | −7  | 3   | Grupa principala |
| 3   | Muntenegru | 3  | 1 | 0 | 2 | 84 | 86 | −2  | 2   |                  |
| 4   | Serbia     | 3  | 0 | 1 | 2 | 83 | 85 | −2  | 1   |                  |

| 12 ianuarie 2024 18:00 | Islanda   | 27 – 27 | Serbia       | Olympiahalle, München Asistență: 12128 Arbitri: Martins, Martins |
| 12 ianuarie 2024 18:00 | Elísson 7 | (11–10) | Pechmalbec 5 | Olympiahalle, München Asistență: 12128 Arbitri: Martins, Martins |
| 12 ianuarie 2024 18:00 | 1×        | Raport  | 5× 1×        | Olympiahalle, München Asistență: 12128 Arbitri: Martins, Martins |

| 12 ianuarie 2024 20:30 | Ungaria   | 26 – 24 | Muntenegru            | Olympiahalle, München Asistență: 12128 Arbitri: Covalciuc, Covalciuc |
| 12 ianuarie 2024 20:30 | Bánhidi 6 | (14–14) | Borozan, Dragašević 6 | Olympiahalle, München Asistență: 12128 Arbitri: Covalciuc, Covalciuc |
| 12 ianuarie 2024 20:30 | 7×        | Raport  | 6× 1×                 | Olympiahalle, München Asistență: 12128 Arbitri: Covalciuc, Covalciuc |

| 14 ianuarie 2024 18:00 | Muntenegru | 30 – 31 | Islanda     | Olympiahalle, München Asistență: 12128 Arbitri: Mažeika, Gatelis |
| 14 ianuarie 2024 18:00 | Borozan 5  | (15–17) | Magnússon 7 | Olympiahalle, München Asistență: 12128 Arbitri: Mažeika, Gatelis |
| 14 ianuarie 2024 18:00 | 6× 1×      | Raport  | 4×          | Olympiahalle, München Asistență: 12128 Arbitri: Mažeika, Gatelis |

| 14 ianuarie 2024 20:30 | Serbia           | 27 – 28 | Ungaria   | Olympiahalle, München Asistență: 12128 Arbitri: Jorum, Kleven |
| 14 ianuarie 2024 20:30 | Ilić, Vorkapić 5 | (13–14) | Bánhidi 9 | Olympiahalle, München Asistență: 12128 Arbitri: Jorum, Kleven |
| 14 ianuarie 2024 20:30 | 6×               | Raport  | 4×        | Olympiahalle, München Asistență: 12128 Arbitri: Jorum, Kleven |

| 16 ianuarie 2024 18:00 | Serbia  | 29 – 30 | Muntenegru | Olympiahalle, München Asistență: 12128 Arbitri: Kurtagic, Wetterwik |
| 16 ianuarie 2024 18:00 | Kukić 7 | (14–15) | Vujović 8  | Olympiahalle, München Asistență: 12128 Arbitri: Kurtagic, Wetterwik |
| 16 ianuarie 2024 18:00 | 4×      | Raport  | 4× 1×      | Olympiahalle, München Asistență: 12128 Arbitri: Kurtagic, Wetterwik |

| 16 ianuarie 2024 20:30 | Islanda        | 25 – 33 | Ungaria         | Olympiahalle, München Asistență: 12128 Arbitri: Lah, Sok |
| 16 ianuarie 2024 20:30 | Kristjánsson 8 | (13–15) | Hanusz, Szita 5 | Olympiahalle, München Asistență: 12128 Arbitri: Lah, Sok |
| 16 ianuarie 2024 20:30 | 4×             | Raport  | 5× 1×           | Olympiahalle, München Asistență: 12128 Arbitri: Lah, Sok |

### Grupa D
| Loc | Echipa         | MJ | V | E | Î | GM | GP | DG  | Pct | Calificare       |
| --- | -------------- | -- | - | - | - | -- | -- | --- | --- | ---------------- |
| 1   | Slovenia       | 3  | 3 | 0 | 0 | 92 | 81 | +11 | 6   | Grupa principala |
| 2   | Norvegia       | 3  | 1 | 1 | 1 | 85 | 75 | +10 | 3   | Grupa principala |
| 3   | Polonia        | 3  | 1 | 0 | 2 | 78 | 92 | −14 | 2   |                  |
| 4   | Insulele Feroe | 3  | 0 | 1 | 2 | 83 | 90 | −7  | 1   |                  |

| 11 ianuarie 2024 18:00 | Slovenia | 32 – 29 | Insulele Feroe           | Mercedes-Benz Arena, Berlin Asistență: 11625 Arbitri: Schulze, Tönnies |
| 11 ianuarie 2024 18:00 | Vlah 8   | (13–13) | á Skipagøtu, av Teigum 9 | Mercedes-Benz Arena, Berlin Asistență: 11625 Arbitri: Schulze, Tönnies |
| 11 ianuarie 2024 18:00 | 5× 2×    | Raport  | 3× 1×                    | Mercedes-Benz Arena, Berlin Asistență: 11625 Arbitri: Schulze, Tönnies |

| 11 ianuarie 2024 20:30 | Norvegia  | 32 – 21 | Polonia | Mercedes-Benz Arena, Berlin Asistență: 11625 Arbitri: Pavićević, Ražnatović |
| 11 ianuarie 2024 20:30 | Sagosen 6 | (15–10) | Sićko 5 | Mercedes-Benz Arena, Berlin Asistență: 11625 Arbitri: Pavićević, Ražnatović |
| 11 ianuarie 2024 20:30 | 1×        | Raport  | 4× 1×   | Mercedes-Benz Arena, Berlin Asistență: 11625 Arbitri: Pavićević, Ražnatović |

| 13 ianuarie 2024 18:00 | Polonia                        | 25 – 32 | Slovenia | Mercedes-Benz Arena, Berlin Asistență: 13571 Arbitri: Nikolov, Nacevski |
| 13 ianuarie 2024 18:00 | Olejniczak, Pietrasik, Sićko 4 | (14–20) | Marguč 6 | Mercedes-Benz Arena, Berlin Asistență: 13571 Arbitri: Nikolov, Nacevski |
| 13 ianuarie 2024 18:00 | 1×                             | Raport  | 3× 1×    | Mercedes-Benz Arena, Berlin Asistență: 13571 Arbitri: Nikolov, Nacevski |

| 13 ianuarie 2024 20:30 | Insulele Feroe           | 26 – 26 | Norvegia | Mercedes-Benz Arena, Berlin Asistență: 13571 Arbitri: Brunner, Salah |
| 13 ianuarie 2024 20:30 | Rasmussen, á Skipagøtu 5 | (12–13) | Blonz 8  | Mercedes-Benz Arena, Berlin Asistență: 13571 Arbitri: Brunner, Salah |
| 13 ianuarie 2024 20:30 | 6× 2×                    | Raport  | 5× 1×    | Mercedes-Benz Arena, Berlin Asistență: 13571 Arbitri: Brunner, Salah |

| 15 ianuarie 2024 18:00 | Polonia  | 32 – 28 | Insulele Feroe | Mercedes-Benz Arena, Berlin Asistență: 13321 Arbitri: Marín, García |
| 15 ianuarie 2024 18:00 | Sićko 10 | (15–15) | av Teigum 10   | Mercedes-Benz Arena, Berlin Asistență: 13321 Arbitri: Marín, García |
| 15 ianuarie 2024 18:00 | 7× 2×    | Raport  | 5×             | Mercedes-Benz Arena, Berlin Asistență: 13321 Arbitri: Marín, García |

| 15 ianuarie 2024 20:30 | Norvegia  | 27 – 28 | Slovenia | Mercedes-Benz Arena, Berlin Asistență: 13336 Arbitri: Bonaventura, Bonaventura |
| 15 ianuarie 2024 20:30 | Sagosen 6 | (17–17) | Vlah 7   | Mercedes-Benz Arena, Berlin Asistență: 13336 Arbitri: Bonaventura, Bonaventura |
| 15 ianuarie 2024 20:30 | 3×        | Raport  | 9× 2×    | Mercedes-Benz Arena, Berlin Asistență: 13336 Arbitri: Bonaventura, Bonaventura |

### Grupa E
| Loc | Echipa                | MJ | V | E | Î | GM  | GP | DG  | Pct | Calificare       |
| --- | --------------------- | -- | - | - | - | --- | -- | --- | --- | ---------------- |
| 1   | Suedia                | 3  | 3 | 0 | 0 | 100 | 74 | +26 | 6   | Grupa principala |
| 2   | Țările de Jos         | 3  | 2 | 0 | 1 | 98  | 78 | +20 | 4   | Grupa principala |
| 3   | Georgia               | 3  | 1 | 0 | 2 | 77  | 95 | −18 | 2   |                  |
| 4   | Bosnia și Herțegovina | 3  | 0 | 0 | 3 | 59  | 87 | −28 | 0   |                  |

| 11 ianuarie 2024 18:00 | Țările de Jos        | 34 – 29 | Georgia         | SAP Arena, Mannheim Asistență: 10878 Arbitri: Marín, García |
| 11 ianuarie 2024 18:00 | Baijens, ten Velde 6 | (19–12) | Tskhovrebadze 9 | SAP Arena, Mannheim Asistență: 10878 Arbitri: Marín, García |
| 11 ianuarie 2024 18:00 | 5× 1×                | Raport  | 4×              | SAP Arena, Mannheim Asistență: 10878 Arbitri: Marín, García |

| 11 ianuarie 2024 20:30 | Suedia  | 29 – 20 | Bosnia și Herțegovina | SAP Arena, Mannheim Asistență: 10903 Arbitri: Merz, Kuttler |
| 11 ianuarie 2024 20:30 | Wanne 9 | (14–7)  | Faljić 4              | SAP Arena, Mannheim Asistență: 10903 Arbitri: Merz, Kuttler |
| 11 ianuarie 2024 20:30 | 2×      | Raport  | 1×                    | SAP Arena, Mannheim Asistență: 10903 Arbitri: Merz, Kuttler |

| 13 ianuarie 2024 18:00 | Bosnia și Herțegovina | 20 – 36 | Țările de Jos | SAP Arena, Mannheim Asistență: 13293 Arbitri: Elíasson, Pálsson |
| 13 ianuarie 2024 18:00 | Davidović 4           | (7–17)  | ten Velde 9   | SAP Arena, Mannheim Asistență: 13293 Arbitri: Elíasson, Pálsson |
| 13 ianuarie 2024 18:00 | 6×                    | Raport  | 4× 1×         | SAP Arena, Mannheim Asistență: 13293 Arbitri: Elíasson, Pálsson |

| 13 ianuarie 2024 20:30 | Georgia        | 26 – 42 | Suedia     | SAP Arena, Mannheim Asistență: 13293 Arbitri: Pavićević, Ražnatović |
| 13 ianuarie 2024 20:30 | Arsenashvili 6 | (9–23)  | Karlsson 7 | SAP Arena, Mannheim Asistență: 13293 Arbitri: Pavićević, Ražnatović |
| 13 ianuarie 2024 20:30 | 2×             | Raport  | 2×         | SAP Arena, Mannheim Asistență: 13293 Arbitri: Pavićević, Ražnatović |

| 15 ianuarie 2024 18:00 | Bosnia și Herțegovina | 19 – 22 | Georgia         | SAP Arena, Mannheim Asistență: 13196 Arbitri: Gasmi, Gasmi |
| 15 ianuarie 2024 18:00 | Panić 7               | (9–9)   | Tskhovrebadze 7 | SAP Arena, Mannheim Asistență: 13196 Arbitri: Gasmi, Gasmi |
| 15 ianuarie 2024 18:00 | 2× 1×                 | Raport  | 1×              | SAP Arena, Mannheim Asistență: 13196 Arbitri: Gasmi, Gasmi |

| 15 ianuarie 2024 20:30 | Suedia         | 29 – 28 | Țările de Jos | SAP Arena, Mannheim Asistență: 13203 Arbitri: Nikolov, Nacevski |
| 15 ianuarie 2024 20:30 | Claar, Wanne 5 | (15–15) | Steins 6      | SAP Arena, Mannheim Asistență: 13203 Arbitri: Nikolov, Nacevski |
| 15 ianuarie 2024 20:30 | 4×             | Raport  | 2× 1×         | SAP Arena, Mannheim Asistență: 13203 Arbitri: Nikolov, Nacevski |

### Grupa F
| Loc | Echipa     | MJ | V | E | Î | GM  | GP  | DG  | Pct | Calificare       |
| --- | ---------- | -- | - | - | - | --- | --- | --- | --- | ---------------- |
| 1   | Danemarca  | 3  | 3 | 0 | 0 | 100 | 69  | +31 | 6   | Grupa principala |
| 2   | Portugalia | 3  | 2 | 0 | 1 | 88  | 88  | 0   | 4   | Grupa principala |
| 3   | Cehia      | 3  | 1 | 0 | 2 | 70  | 73  | −3  | 2   |                  |
| 4   | Grecia     | 3  | 0 | 0 | 3 | 72  | 100 | −28 | 0   |                  |

| 11 ianuarie 2024 18:00 | Portugalia | 31 – 24 | Grecia                     | Olympiahalle, München Asistență: 11607 Arbitri: Bonaventura, Bonaventura |
| 11 ianuarie 2024 18:00 | F. Costa 6 | (18–14) | Kederis, Mallios, Savvas 5 | Olympiahalle, München Asistență: 11607 Arbitri: Bonaventura, Bonaventura |
| 11 ianuarie 2024 18:00 | 2×         | Raport  | 2× 1×                      | Olympiahalle, München Asistență: 11607 Arbitri: Bonaventura, Bonaventura |

| 11 ianuarie 2024 20:30 | Danemarca | 23 – 14 | Cehia    | Olympiahalle, München Asistență: 11615 Arbitri: Gasmi, Gasmi |
| 11 ianuarie 2024 20:30 | Hansen 5  | (9–9)   | Patzel 4 | Olympiahalle, München Asistență: 11615 Arbitri: Gasmi, Gasmi |
| 11 ianuarie 2024 20:30 | 3× 1×     | Raport  | 3×       | Olympiahalle, München Asistență: 11615 Arbitri: Gasmi, Gasmi |

| 13 ianuarie 2024 18:00 | Cehia   | 27 – 30 | Portugalia  | Olympiahalle, München Asistență: 12128 Arbitri: Schulze, Tönnies |
| 13 ianuarie 2024 18:00 | Klíma 8 | (7–13)  | M. Costa 11 | Olympiahalle, München Asistență: 12128 Arbitri: Schulze, Tönnies |
| 13 ianuarie 2024 18:00 | 2× 1×   | Raport  | 7×          | Olympiahalle, München Asistență: 12128 Arbitri: Schulze, Tönnies |

| 13 ianuarie 2024 20:30 | Grecia            | 28 – 40 | Danemarca   | Olympiahalle, München Asistență: 12128 Arbitri: Merz, Kuttler |
| 13 ianuarie 2024 20:30 | Boskos, Kederis 4 | (13–20) | Damgaard 10 | Olympiahalle, München Asistență: 12128 Arbitri: Merz, Kuttler |
| 13 ianuarie 2024 20:30 | 5×                | Raport  | 2×          | Olympiahalle, München Asistență: 12128 Arbitri: Merz, Kuttler |

| 15 ianuarie 2024 18:00 | Cehia    | 29 – 20 | Grecia    | Olympiahalle, München Asistență: 12128 Arbitri: Elíasson, Pálsson |
| 15 ianuarie 2024 18:00 | Štěrba 7 | (15–8)  | Kederis 5 | Olympiahalle, München Asistență: 12128 Arbitri: Elíasson, Pálsson |
| 15 ianuarie 2024 18:00 | 4× 1×    | Raport  | 5×        | Olympiahalle, München Asistență: 12128 Arbitri: Elíasson, Pálsson |

| 15 ianuarie 2024 20:30 | Danemarca | 37 – 27 | Portugalia | Olympiahalle, München Asistență: 12128 Arbitri: Brunner, Salah |
| 15 ianuarie 2024 20:30 | Gidsel 11 | (17–15) | M. Costa 9 | Olympiahalle, München Asistență: 12128 Arbitri: Brunner, Salah |
| 15 ianuarie 2024 20:30 | 2× 1×     | Raport  | 5× 1×      | Olympiahalle, München Asistență: 12128 Arbitri: Brunner, Salah |

## Grupele principale

### Grupa I
| Loc | Echipa       | MJ | V | E | Î | GM  | GP  | DG  | Pct | Calificare                 |
| --- | ------------ | -- | - | - | - | --- | --- | --- | --- | -------------------------- |
| 1   | Franța       | 5  | 5 | 0 | 0 | 174 | 154 | +20 | 10  | Semifinalele               |
| 2   | Germania (H) | 5  | 2 | 1 | 2 | 137 | 137 | 0   | 5   | Semifinalele               |
| 3   | Ungaria      | 5  | 2 | 0 | 3 | 151 | 151 | 0   | 4   | Meciul pentru locurile 5-6 |
| 4   | Austria      | 5  | 1 | 2 | 2 | 132 | 138 | −6  | 4   |                            |
| 5   | Islanda      | 5  | 2 | 0 | 3 | 142 | 152 | −10 | 4   |                            |
| 6   | Croația      | 5  | 1 | 1 | 3 | 146 | 150 | −4  | 3   |                            |

1. 1 2 3  Ungaria 2 puncte, golaveraj +7; Austria 2 puncte, golaveraj −1; Islanda 2 puncte, golaveraj −6

| 18 ianuarie 2024 15:30 | Ungaria          | 29 – 30 | Austria | Lanxess Arena, Köln Asistență: 19750 Arbitri: Martins, Martins |
| 18 ianuarie 2024 15:30 | patru jucători 4 | (17–17) | Bilyk 8 | Lanxess Arena, Köln Asistență: 19750 Arbitri: Martins, Martins |
| 18 ianuarie 2024 15:30 | 2×               | Raport  | 4× 1×   | Lanxess Arena, Köln Asistență: 19750 Arbitri: Martins, Martins |

| 18 ianuarie 2024 18:00 | Franța | 34 – 32 | Croația | Lanxess Arena, Köln Asistență: 19750 Arbitri: Jørum, Kleven |
| 18 ianuarie 2024 18:00 | Mem 6  | (18–18) | Srna 6  | Lanxess Arena, Köln Asistență: 19750 Arbitri: Jørum, Kleven |
| 18 ianuarie 2024 18:00 | 5× 1×  | Raport  | 5× 1×   | Lanxess Arena, Köln Asistență: 19750 Arbitri: Jørum, Kleven |

| 18 ianuarie 2024 20:30 | Germania | 26 – 24 | Islanda    | Lanxess Arena, Köln Asistență: 19750 Arbitri: Nikolov, Nacevski |
| 18 ianuarie 2024 20:30 | Knorr 6  | (11–10) | Smárason 6 | Lanxess Arena, Köln Asistență: 19750 Arbitri: Nikolov, Nacevski |
| 18 ianuarie 2024 20:30 | 2× 1×    | Raport  | 2×         | Lanxess Arena, Köln Asistență: 19750 Arbitri: Nikolov, Nacevski |

| 20 ianuarie 2024 15:30 | Franța                 | 39 – 32 | Islanda                                | Lanxess Arena, Köln Asistență: 19750 Arbitri: Hansen, Madsen |
| 20 ianuarie 2024 15:30 | Fabregas, Richardson 6 | (17–14) | Kristjánsson, Ríkharðsson, Viðarsson 6 | Lanxess Arena, Köln Asistență: 19750 Arbitri: Hansen, Madsen |
| 20 ianuarie 2024 15:30 | 4×                     | Raport  | 3× 1×                                  | Lanxess Arena, Köln Asistență: 19750 Arbitri: Hansen, Madsen |

| 20 ianuarie 2024 18:00 | Ungaria | 29 – 26 | Croația         | Lanxess Arena, Köln Asistență: 19750 Arbitri: Lah, Sok |
| 20 ianuarie 2024 18:00 | Imre 7  | (14–13) | Glavaš, Lučin 5 | Lanxess Arena, Köln Asistență: 19750 Arbitri: Lah, Sok |
| 20 ianuarie 2024 18:00 | 4× 3×   | Raport  | 6× 1×           | Lanxess Arena, Köln Asistență: 19750 Arbitri: Lah, Sok |

| 20 ianuarie 2024 20:30 | Germania | 22 – 22 | Austria | Lanxess Arena, Köln Asistență: 19750 Arbitri: Kurtagic, Wetterwik |
| 20 ianuarie 2024 20:30 | Knorr 6  | (11–12) | Bilyk 5 | Lanxess Arena, Köln Asistență: 19750 Arbitri: Kurtagic, Wetterwik |
| 20 ianuarie 2024 20:30 | 3× 1×    | Raport  | 3× 1×   | Lanxess Arena, Köln Asistență: 19750 Arbitri: Kurtagic, Wetterwik |

| 22 ianuarie 2024 15:30 | Croația   | 30 – 35 | Islanda   | Lanxess Arena, Köln Asistență: 19750 Arbitri: Martins, Martins |
| 22 ianuarie 2024 15:30 | Jelinić 6 | (18–16) | Elísson 8 | Lanxess Arena, Köln Asistență: 19750 Arbitri: Martins, Martins |
| 22 ianuarie 2024 15:30 | 5×        | Raport  | 1×        | Lanxess Arena, Köln Asistență: 19750 Arbitri: Martins, Martins |

| 22 ianuarie 2024 18:00 | Franța          | 33 – 28 | Austria          | Lanxess Arena, Köln Asistență: 19750 Arbitri: Horáček, Novotný |
| 22 ianuarie 2024 18:00 | Fabregas, Mem 7 | (15–16) | Bilyk, Hutecek 6 | Lanxess Arena, Köln Asistență: 19750 Arbitri: Horáček, Novotný |
| 22 ianuarie 2024 18:00 | 2×              | Raport  | 4×               | Lanxess Arena, Köln Asistență: 19750 Arbitri: Horáček, Novotný |

| 22 ianuarie 2024 20:30 | Germania | 35 – 28 | Ungaria         | Lanxess Arena, Köln Asistență: 19750 Arbitri: Jørum, Kleven |
| 22 ianuarie 2024 20:30 | Köster 8 | (18–17) | Ancsin, Rosta 6 | Lanxess Arena, Köln Asistență: 19750 Arbitri: Jørum, Kleven |
| 22 ianuarie 2024 20:30 | 3×       | Raport  | 1×              | Lanxess Arena, Köln Asistență: 19750 Arbitri: Jørum, Kleven |

| 24 ianuarie 2024 15:30 | Austria  | 24 – 26 | Islanda      | Lanxess Arena, Köln Asistență: 19750 Arbitri: Pavićević, Ražnatović |
| 24 ianuarie 2024 15:30 | Wagner 7 | (8–14)  | Guðjónsson 8 | Lanxess Arena, Köln Asistență: 19750 Arbitri: Pavićević, Ražnatović |
| 24 ianuarie 2024 15:30 | 3×       | Raport  | 4× 1×        | Lanxess Arena, Köln Asistență: 19750 Arbitri: Pavićević, Ražnatović |

| 24 ianuarie 2024 18:00 | Franța   | 35 – 32 | Ungaria          | Lanxess Arena, Köln Asistență: 19750 Arbitri: Lah, Sok |
| 24 ianuarie 2024 18:00 | Remili 7 | (20–18) | Bánhidi, Rosta 5 | Lanxess Arena, Köln Asistență: 19750 Arbitri: Lah, Sok |
| 24 ianuarie 2024 18:00 | 3× 1×    | Raport  | 3×               | Lanxess Arena, Köln Asistență: 19750 Arbitri: Lah, Sok |

| 24 ianuarie 2024 20:30 | Germania         | 24 – 30 | Croația   | Lanxess Arena, Köln Asistență: 19750 Arbitri: Marín, García |
| 24 ianuarie 2024 20:30 | Golla, Heymann 4 | (14–13) | Karačić 6 | Lanxess Arena, Köln Asistență: 19750 Arbitri: Marín, García |
| 24 ianuarie 2024 20:30 | 2× 1×            | Raport  | 3×        | Lanxess Arena, Köln Asistență: 19750 Arbitri: Marín, García |

### Grupa a II-a
| Loc | Echipa        | MJ | V | E | Î | GM  | GP  | DG  | Pct | Calificare                 |
| --- | ------------- | -- | - | - | - | --- | --- | --- | --- | -------------------------- |
| 1   | Danemarca     | 5  | 4 | 0 | 1 | 158 | 132 | +26 | 8   | Semifinale                 |
| 2   | Suedia        | 5  | 3 | 0 | 2 | 147 | 144 | +3  | 6   | Semifinale                 |
| 3   | Slovenia      | 5  | 3 | 0 | 2 | 145 | 147 | −2  | 6   | Meciul pentru locurile 5-6 |
| 4   | Portugalia    | 5  | 2 | 1 | 2 | 163 | 172 | −9  | 5   |                            |
| 5   | Norvegia      | 5  | 2 | 0 | 3 | 150 | 149 | +1  | 4   |                            |
| 6   | Țările de Jos | 5  | 0 | 1 | 4 | 154 | 173 | −19 | 1   |                            |

1. 1 2  Slovenia 22–28 Suedia

| 17 ianuarie 2024 15:30 | Norvegia | 32 – 37 | Portugalia | Barclays Arena, Hamburg Asistență: 8707 Arbitri: Schulze, Tönnies |
| 17 ianuarie 2024 15:30 | Blonz 7  | (15–18) | Portela 8  | Barclays Arena, Hamburg Asistență: 8707 Arbitri: Schulze, Tönnies |
| 17 ianuarie 2024 15:30 | 2×       | Raport  | 2×         | Barclays Arena, Hamburg Asistență: 8707 Arbitri: Schulze, Tönnies |

| 17 ianuarie 2024 18:00 | Danemarca | 39 – 27 | Țările de Jos | Barclays Arena, Hamburg Asistență: 9568 Arbitri: Bonaventura, Bonaventura |
| 17 ianuarie 2024 18:00 | Gidsel 9  | (18–17) | Ten Velde 8   | Barclays Arena, Hamburg Asistență: 9568 Arbitri: Bonaventura, Bonaventura |
| 17 ianuarie 2024 18:00 | 1×        | Raport  | 6×            | Barclays Arena, Hamburg Asistență: 9568 Arbitri: Bonaventura, Bonaventura |

| 17 ianuarie 2024 20:30 | Slovenia | 22 – 28 | Suedia   | Barclays Arena, Hamburg Asistență: 9933 Arbitri: Marín, García |
| 17 ianuarie 2024 20:30 | Vlah 7   | (7–11)  | Pellas 8 | Barclays Arena, Hamburg Asistență: 9933 Arbitri: Marín, García |
| 17 ianuarie 2024 20:30 | 2×       | Raport  | 3× 1×    | Barclays Arena, Hamburg Asistență: 9933 Arbitri: Marín, García |

| 19 ianuarie 2024 15:30 | Slovenia    | 30 – 33 | Portugalia  | Barclays Arena, Hamburg Asistență: 13376 Arbitri: Bonaventura, Bonaventura |
| 19 ianuarie 2024 15:30 | Mačkovšek 7 | (17–18) | M. Costa 11 | Barclays Arena, Hamburg Asistență: 13376 Arbitri: Bonaventura, Bonaventura |
| 19 ianuarie 2024 15:30 | 3× 1×       | Raport  | 2×          | Barclays Arena, Hamburg Asistență: 13376 Arbitri: Bonaventura, Bonaventura |

| 19 ianuarie 2024 18:00 | Norvegia                  | 35 – 32 | Țările de Jos | Barclays Arena, Hamburg Asistență: 13376 Arbitri: Pavićević, Ražnatović |
| 19 ianuarie 2024 18:00 | Blonz, Gullerud, Øverby 6 | (16–18) | ten Velde 8   | Barclays Arena, Hamburg Asistență: 13376 Arbitri: Pavićević, Ražnatović |
| 19 ianuarie 2024 18:00 | 4×                        | Raport  | 3×            | Barclays Arena, Hamburg Asistență: 13376 Arbitri: Pavićević, Ražnatović |

| 19 ianuarie 2024 20:30 | Danemarca | 28 – 27 | Suedia  | Barclays Arena, Hamburg Asistență: 13376 Arbitri: Horáček, Novotný |
| 19 ianuarie 2024 20:30 | Gidsel 10 | (17–15) | Wanne 9 | Barclays Arena, Hamburg Asistență: 13376 Arbitri: Horáček, Novotný |
| 19 ianuarie 2024 20:30 | 4×        | Raport  | 5×      | Barclays Arena, Hamburg Asistență: 13376 Arbitri: Horáček, Novotný |

| 21 ianuarie 2024 15:30 | Slovenia        | 37 – 34 | Țările de Jos  | Barclays Arena, Hamburg Asistență: 13376 Arbitri: Schulze, Tönnies |
| 21 ianuarie 2024 15:30 | Cehte, Horžen 6 | (19–13) | Versteijnen 15 | Barclays Arena, Hamburg Asistență: 13376 Arbitri: Schulze, Tönnies |
| 21 ianuarie 2024 15:30 | 3×              | Raport  | 2× 1×          | Barclays Arena, Hamburg Asistență: 13376 Arbitri: Schulze, Tönnies |

| 21 ianuarie 2024 18:00 | Suedia    | 40 – 33 | Portugalia | Barclays Arena, Hamburg Asistență: 13376 Arbitri: Nikolov, Nacevski |
| 21 ianuarie 2024 18:00 | Pellas 10 | (19–15) | M. Costa 8 | Barclays Arena, Hamburg Asistență: 13376 Arbitri: Nikolov, Nacevski |
| 21 ianuarie 2024 18:00 | 4×        | Raport  | 2×         | Barclays Arena, Hamburg Asistență: 13376 Arbitri: Nikolov, Nacevski |

| 21 ianuarie 2024 20:30 | Norvegia | 23 – 29 | Danemarca                   | Barclays Arena, Hamburg Asistență: 13376 Arbitri: Marín, García |
| 21 ianuarie 2024 20:30 | Blonz 5  | (11–18) | Gidsel, Lindberg, Pytlick 5 | Barclays Arena, Hamburg Asistență: 13376 Arbitri: Marín, García |
| 21 ianuarie 2024 20:30 | 1×       | Raport  | 2×                          | Barclays Arena, Hamburg Asistență: 13376 Arbitri: Marín, García |

| 23 ianuarie 2024 15:30 | Țările de Jos | 33 – 33 | Portugalia        | Barclays Arena, Hamburg Asistență: 8868 Arbitri: Hansen, Madsen |
| 23 ianuarie 2024 15:30 | ten Velde 7   | (17–15) | M. Costa, Frade 8 | Barclays Arena, Hamburg Asistență: 8868 Arbitri: Hansen, Madsen |
| 23 ianuarie 2024 15:30 | 2× 1×         | Raport  | 2×                | Barclays Arena, Hamburg Asistență: 8868 Arbitri: Hansen, Madsen |

| 23 ianuarie 2024 18:00 | Slovenia | 28 – 25 | Danemarca               | Barclays Arena, Hamburg Asistență: 9016 Arbitri: Kurtagic, Wetterwik |
| 23 ianuarie 2024 18:00 | Horžen 6 | (17–14) | Kirkeløkke, Jørgensen 6 | Barclays Arena, Hamburg Asistență: 9016 Arbitri: Kurtagic, Wetterwik |
| 23 ianuarie 2024 18:00 | 3× 1×    | Raport  | 2×                      | Barclays Arena, Hamburg Asistență: 9016 Arbitri: Kurtagic, Wetterwik |

| 23 ianuarie 2024 20:30 | Norvegia | 33 – 23 | Suedia    | Barclays Arena, Hamburg Asistență: 9031 Arbitri: Bonaventura, Bonaventura |
| 23 ianuarie 2024 20:30 | Blonz 11 | (15–12) | Sandell 4 | Barclays Arena, Hamburg Asistență: 9031 Arbitri: Bonaventura, Bonaventura |
| 23 ianuarie 2024 20:30 | 1×       | Raport  | 6×        | Barclays Arena, Hamburg Asistență: 9031 Arbitri: Bonaventura, Bonaventura |

## Fazele eliminatorii

### Schemă
|  | Semifinale  | Semifinale |             |    | Finala | Finala |
|  |             |            |             |    |        |        |
|  | 26 ianuarie |            |             |    |        |        |
|  |             |            |             |    |        |        |
|  | Franța      | 34         |             |    |        |        |
|  | Franța      | 34         | 28 ianuarie |    |        |        |
|  | Suedia      | 30         |             |    |        |        |
|  | Suedia      | 30         | Franța      | 33 |        |        |
|  | 26 ianuarie |            | Franța      | 33 |        |        |
|  |             | Danemarca  | 31          |    |        |        |
|  | Germania    | Danemarca  | 31          | 26 |        |        |
|  | Germania    |            |             | 26 |        |        |
|  | Danemarca   | 29         |             |    |        |        |
|  | Danemarca   | 29         | Finală mica |    |        |        |
|  |             |            |             |    |        |        |
|  | 28 ianuarie |            |             |    |        |        |
|  |             |            |             |    |        |        |
|  | Suedia      | 34         |             |    |        |        |
|  | Suedia      | 34         |             |    |        |        |
|  | Germania    | 31         |             |    |        |        |

### Meciul pentru locurile 5-6
| 26 ianuarie 2024 15:00 | Ungaria          | 23 – 22 | Slovenia                     | Lanxess Arena, Köln Asistență: 19750 Arbitri: Schulze, Tönnies |
| 26 ianuarie 2024 15:00 | Bánhidi, Lékai 5 | (12–13) | Blagotinšek, Vlah, Zarabec 4 | Lanxess Arena, Köln Asistență: 19750 Arbitri: Schulze, Tönnies |
| 26 ianuarie 2024 15:00 | 5× 1×            | Raport  | 2×                           | Lanxess Arena, Köln Asistență: 19750 Arbitri: Schulze, Tönnies |

### Semifinale
| 26 ianuarie 2024 17:45 | Franța               | 34 – 30 (Prel.) | Suedia  | Lanxess Arena, Köln Asistență: 19750 Arbitri: Nikolov, Nacevski |
| 26 ianuarie 2024 17:45 | Descat 8             | (17–11)         | Claar 9 | Lanxess Arena, Köln Asistență: 19750 Arbitri: Nikolov, Nacevski |
| 26 ianuarie 2024 17:45 | 4×                   | Raport          | 1×      | Lanxess Arena, Köln Asistență: 19750 Arbitri: Nikolov, Nacevski |
| 26 ianuarie 2024 17:45 | FT: 27–27 Prel.: 7–3 |                 |         | Lanxess Arena, Köln Asistență: 19750 Arbitri: Nikolov, Nacevski |

După terminarea partidei, Federația Suedeză de Handbal a înaintat o plângere la Comisia de Disciplină a Federației Europene de Handbal, acuzând faptul că arbitrii nu au analizat înregistrările video pentru a verifica dacă golul înscris de Elohim Prandi la finalul timpului regulamentar de joc, care a dus echipa Franței în prelungiri, a fost valabil. Comisia de Disciplină a respins plângerea Federației Suedeze.
| 26 ianuarie 2024 20:30 | Germania | 26 – 29 | Danemarca                   | Lanxess Arena, Köln Asistență: 19750 Arbitri: Lah, Sok |
| 26 ianuarie 2024 20:30 | Uščins 5 | (14–12) | Hansen, Jakobsen, Pytlick 5 | Lanxess Arena, Köln Asistență: 19750 Arbitri: Lah, Sok |
| 26 ianuarie 2024 20:30 | 3× 2×    | Raport  | 4×                          | Lanxess Arena, Köln Asistență: 19750 Arbitri: Lah, Sok |

### Finala mică
| 28 ianuarie 2024 15:00 | Suedia  | 34 – 31 | Germania | Lanxess Arena, Köln Asistență: 19750 Arbitri: Pavićević, Ražnatović |
| 28 ianuarie 2024 15:00 | Claar 8 | (18–12) | Uščins 8 | Lanxess Arena, Köln Asistență: 19750 Arbitri: Pavićević, Ražnatović |
| 28 ianuarie 2024 15:00 | 3×      | Raport  |          | Lanxess Arena, Köln Asistență: 19750 Arbitri: Pavićević, Ražnatović |

### Finala
| 28 ianuarie 2024 17:45 | Franța     | 33 – 31 | Danemarca | Lanxess Arena, Köln Asistență: 19750 Arbitri: Marín, García |
| 28 ianuarie 2024 17:45 | Fabregas 8 | (14–14) | Hansen 9  | Lanxess Arena, Köln Asistență: 19750 Arbitri: Marín, García |
| 28 ianuarie 2024 17:45 | 4× 2×      | Raport  | 3× 1×     | Lanxess Arena, Köln Asistență: 19750 Arbitri: Marín, García |

## Clasament și statisici
Echipele clasate pe locul patru în fiecare grupă preliminară au fost clasate pe locurile 19 până la 24 în clasamentul general, în timp ce echipele clasate pe locul trei în fiecare grupă au fost clasate pe locurile 13 până la 18 în clasamentul general, în funcție de numărul de puncte câștigate în runda preliminară. Locurile șapte sau opt au fost atribuite celor două echipe clasate pe locul patru în grupele principale, locurile nouă și zece celor două echipe clasate pe locul cinci în grupele principale, locurile unsprezece și doisprezece celor două echipe clasate pe locul șase în grupele principale, în funcție de numărul de puncte. Locurile unu până la șase au fost decise prin play-off sau knock-out.
| Loc | Echipa                | Calificare | Calificare | Calificare |
| Loc | Echipa                | JO         | CM         | CE         |
| --- | --------------------- | ---------- | ---------- | ---------- |
|     | Franța                | C          | C          | C          |
|     | Danemarca             | C          | C          | C          |
|     | Suedia                | C          | C          | C          |
| 4   | Germania              | c          | C          | c2         |
| 5   | Ungaria               | c          | c2         | c2         |
| 6   | Slovenia              | c          | c2         | c2         |
| 7   | Portugalia            | c          | c2         | c2         |
| 8   | Austria               | c          | c2         | c2         |
| 9   | Norvegia              | c          | C          | C          |
| 10  | Islanda               |            | c2         | c2         |
| 11  | Croația               | c          | C          | c2         |
| 12  | Țările de Jos         |            | c2         | c2         |
| 13  | Spania                | c          | c2         | c2         |
| 14  | Muntenegru            |            | c2         | c2         |
| 15  | Cehia                 |            | c2         | c2         |
| 16  | Polonia               |            | c2         | c2         |
| 17  | Macedonia de Nord     |            | c2         | c2         |
| 18  | Georgia               |            | c2         | c2         |
| 19  | Serbia                |            | c2         | c2         |
| 20  | Insulele Feroe        |            | c2         | c2         |
| 21  | Elveția               |            | c2         | c2         |
| 22  | România               |            | c2         | c2         |
| 23  | Grecia                |            | c2         | c2         |
| 24  | Bosnia și Herțegovina |            | c2         | c2         |

| Legendă              | Legendă                                                                                  |
| -------------------- | ---------------------------------------------------------------------------------------- |
| C                    | Turneul final                                                                            |
| c2                   | Faza a 2-a de calificare (campionatul mondial din 2025 și campionatul european din 2026) |
| c                    | Turneul olimpic de calificare                                                            |
| Metoda de calificare |                                                                                          |
|                      | Calificată în faza indicată în urma acestui turneu                                       |
|                      | Calificată în faza indicată în urma campionatului mondial din 2023                       |
|                      | Calificată la turneul final ca gazdă                                                     |
|                      | Calificată la turneul final ca vicecampioană                                             |

| Campionatul European din 2024 · Franța · al 4-lea titlu Echipa: Samir Bellahcene, Yanis Lenne, Nedim Remili, Elohim Prandi, Melvyn Richardson, Dika Mem, Nicolas Tournat, Nikola Karabatić, Kentin Mahé, Charles Bolzinger, Timothey N'Guessan, Luka Karabatić, Ludovic Fabregas, Hugo Descat, Valentin Porte, Benoît Kounkoud, Dylan Nahi, Karl Konan, Rémi Desbonnet · Antrenor principal: Guillaume Gille |

| Post                | Jucător          |
| ------------------- | ---------------- |
| MVP                 | Nedim Remili     |
| Apărător            | Magnus Saugstrup |
| Portar              | Andreas Wolff    |
| Extremă dreapta     | Robert Weber     |
| Intermediar dreapta | Mathias Gidsel   |
| Centru              | Juri Knorr       |
| Intermediar stânga  | Martim Costa     |
| Extremă stânga      | Hampus Wanne     |
| Pivot               | Ludovic Fabregas |

### Statistici
| Loc | Nume              | Goluri | Șuturi | %  |
| --- | ----------------- | ------ | ------ | -- |
| 1   | Martim Costa      | 54     | 81     | 67 |
| 1   | Mathias Gidsel    | 54     | 66     | 82 |
| 3   | Juri Knorr        | 50     | 86     | 58 |
| 4   | Dika Mem          | 49     | 76     | 64 |
| 5   | Rutger ten Velde  | 45     | 65     | 69 |
| 6   | Ludovic Fabregas  | 44     | 50     | 88 |
| 6   | Aleks Vlah        | 44     | 75     | 59 |
| 8   | Mykola Bilyk      | 41     | 72     | 57 |
| 9   | Niels Versteijnen | 39     | 59     | 66 |
| 10  | Felix Claar       | 38     | 52     | 73 |

| Loc | Nume                      | %  | Parade | Șuturi |
| --- | ------------------------- | -- | ------ | ------ |
| 1   | Emil Nielsen              | 39 | 77     | 195    |
| 2   | Andreas Palicka           | 38 | 77     | 205    |
| 3   | Dominik Kuzmanović        | 37 | 55     | 148    |
| 3   | Tomáš Mrkva               | 37 | 34     | 93     |
| 5   | Constantin Möstl          | 35 | 81     | 229    |
| 6   | Andreas Wolff             | 34 | 92     | 274    |
| 7   | Torbjørn Bergerud         | 32 | 56     | 175    |
| 8   | Samir Bellahcene          | 31 | 63     | 204    |
| 8   | Viktor Gísli Hallgrímsson | 31 | 64     | 204    |
| 8   | Niklas Landin Jacobsen    | 31 | 50     | 163    |
| 8   | Martin Tomovski           | 31 | 17     | 54     |

#### Clasamentul fair play
| Loc | Echipă                | (Penalități) puncte | (Penalități) puncte | (8 pct) | (2 pct) | (1 pct) | MJ |
| Loc | Echipă                | Medie               | Total               | (8 pct) | (2 pct) | (1 pct) | MJ |
| --- | --------------------- | ------------------- | ------------------- | ------- | ------- | ------- | -- |
| 1   | Georgia               | 04.7                | 14                  |         | 7       |         | 3  |
| 2   | Germania              | 04.8                | 43                  |         | 18      | 7       | 9  |
| 3   | Macedonia de Nord     | 05.0                | 15                  |         | 7       | 1       | 3  |
| 4   | Elveția               | 05.3                | 16                  |         | 7       | 2       | 3  |
| 5   | Danemarca             | 05.7                | 51                  |         | 23      | 5       | 9  |
| 6   | Franța                | 06.2                | 56                  |         | 26      | 4       | 9  |
| 7   | Norvegia              | 06.3                | 44                  | 1       | 17      | 2       | 7  |
| 8   | Suedia                | 06.6                | 59                  |         | 28      | 3       | 9  |
| 9   | Portugalia            | 06.7                | 47                  |         | 22      | 3       | 7  |
| 10  | Spania                | 07.3                | 22                  | 1       | 6       | 2       | 3  |
| 11  | Austria               | 07.4                | 52                  |         | 24      | 4       | 7  |
| 12  | Țările de Jos         | 07.6                | 53                  |         | 24      | 5       | 7  |
| 13  | Croația               | 08.3                | 58                  |         | 28      | 2       | 7  |
| 13  | Grecia                | 08.3                | 25                  |         | 12      | 1       | 3  |
| 13  | Islanda               | 08.3                | 58                  | 2       | 19      | 4       | 7  |
| 16  | Slovenia              | 08.6                | 69                  |         | 30      | 9       | 8  |
| 17  | Polonia               | 08.7                | 26                  |         | 12      | 2       | 3  |
| 18  | Bosnia și Herțegovina | 09.0                | 27                  | 1       | 9       | 1       | 3  |
| 19  | Ungaria               | 09.3                | 74                  | 1       | 31      | 4       | 8  |
| 20  | Cehia                 | 09.7                | 29                  | 1       | 9       | 3       | 3  |
| 21  | Serbia                | 10.0                | 30                  |         | 15      |         | 3  |
| 22  | Insulele Feroe        | 10.3                | 31                  |         | 14      | 3       | 3  |
| 23  | România               | 13.0                | 39                  | 2       | 10      | 3       | 3  |
| 24  | Muntenegru            | 14.3                | 43                  | 1       | 17      | 1       | 3  |